# Sphaerophysa dianchiensis
Sphaerophysa dianchiensis là một loài cá vây tia thuộc họ Balitoridae. Đây là loài đặc hữu của Trung Quốc.